# Apple
Apple (NASDAQ: AAPL; anteriormente Apple Computer) é uma empresa multinacional norte-americana que tem o objetivo de projetar e comercializar produtos eletrônicos de consumo, software de computador e computadores pessoais. Os produtos de hardware mais conhecidos da empresa incluem a linha de computadores Macintosh, iPod, iPhone, iPad, Apple TV e o Apple Watch. Os softwares incluem o sistema operacional macOS, o navegador de mídia iTunes, suíte de software multimídia e criatividade iLife, suíte de software de produtividade iWork, Aperture, um pacote de fotografia profissional, Final Cut Studio, uma suíte de vídeo profissional, produtos de software, Logic Studio, um conjunto de ferramentas de produção musical, navegador Safari e o iOS, um sistema operacional móvel.
Em agosto de 2010, a empresa operava 301 lojas de varejo em dez países, e uma loja online onde os produtos de hardware e software são vendidos. Para além das Apple Store, a empresa possui as Apple Shops e as Apple Premium Resellers (APR's). As primeiras são pequenas áreas exclusivas à marca, devidamente sinalizadas e inseridas em operadores multimarca. As APR's são parcerias estabelecidas com empresários locais e são lojas exclusivas à marca e que disponibilizam toda a gama de produtos e serviços colocados ao dispor do cliente pela casa-mãe. Em maio de 2011, a Apple era uma das maiores empresas do mundo e a empresa de tecnologia mais valiosa do planeta, tendo ultrapassado a Microsoft. Em janeiro de 2012 a Apple passou a multinacional do petróleo ExxonMobil em valor de mercado e passa a ser a maior empresa de capital aberto do mundo No ano de 2016, ela foi ultrapassada pelo Google como marca mais valiosa do mundo, mantendo a vice-liderança, avaliada em 228 bilhões de dólares.
Fundada em 1 de abril de 1976 em Cupertino, Califórnia, e incorporada 3 de janeiro de 1977, a empresa foi anteriormente denominada Apple Computer nos seus primeiros 30 anos, mas retirou a palavra "Computer" em 9 de janeiro de 2007, para refletir a contínua expansão da empresa no mercado de eletrônicos de consumo, além de seu foco tradicional em computadores pessoais. Em setembro de 2010, a Apple tinha 46,6 mil empregados em tempo integral e 2 800 temporários empregados em tempo integral em todo o mundo e tinha vendas anuais mundiais de 65,23 bilhões de dólares.
Por motivos tão variados como a sua filosofia de design estético completo até suas campanhas de publicidade distintas, a Apple estabeleceu uma reputação única na indústria de eletrônicos de consumo. Isso inclui uma base de clientes que se dedica à empresa e sua marca, especialmente nos Estados Unidos. A revista Fortune classificou a Apple a empresa mais admirada nos Estados Unidos em 2008, e do mundo em 2008, 2009 e 2010. A empresa também tem recebido críticas por seu contratos de trabalho, cuidado ambiental e práticas de negócios, incluindo as origens primárias dos materiais de base. No dia 2 de agosto de 2018, a Apple atingiu 1 trilhão de dólares em valor de mercado, a primeira empresa americana a chegar a este valor.

## História

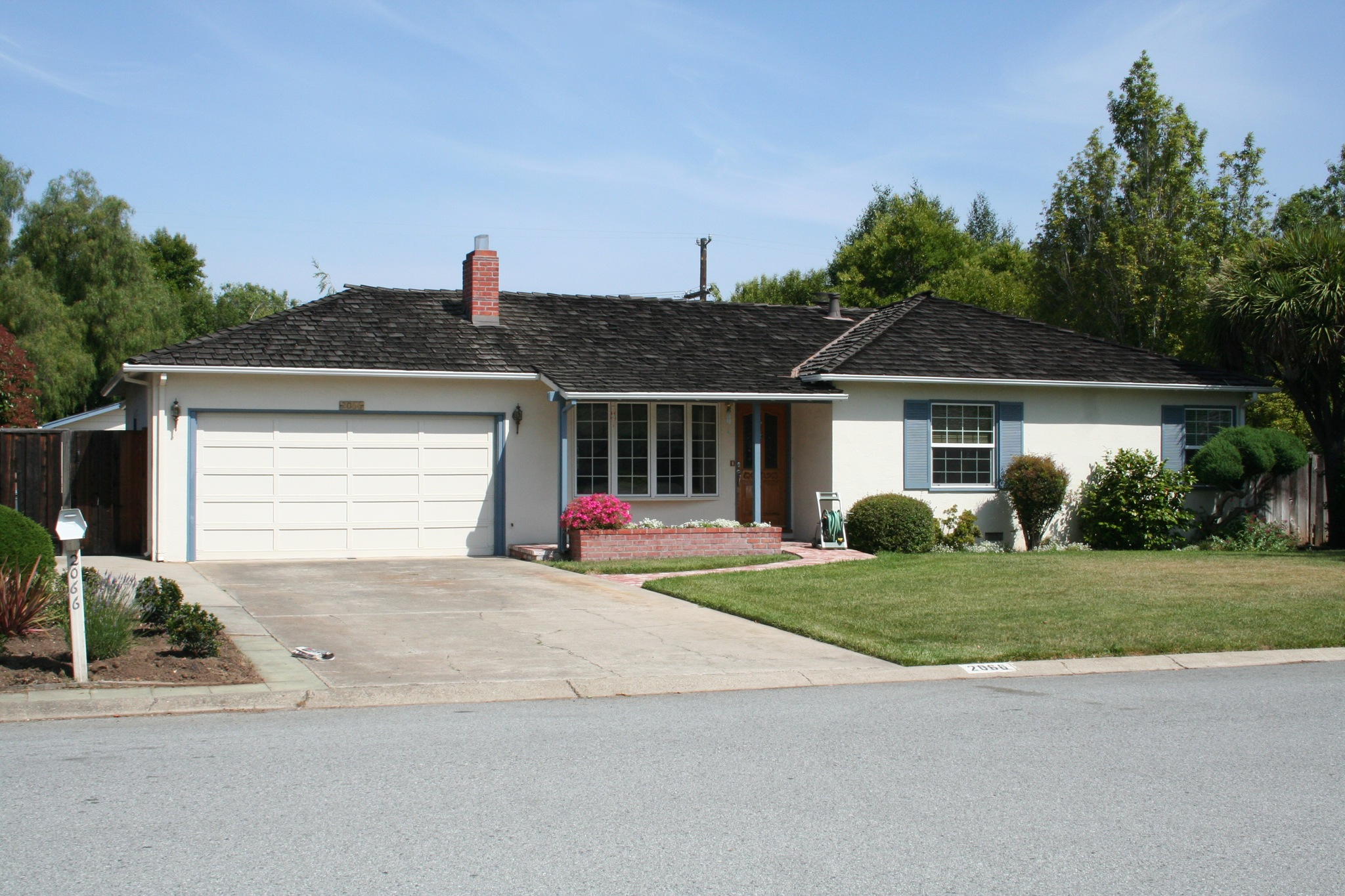
Em 1976, Steve Jobs fundou a empresa na garagem desta casa em Crist Drive Los Altos, Califórnia.

A Apple foi fundada em 1 de abril de 1976 por Steve Wozniak, Steve Jobs e Ronald Wayne com o nome de Apple Computers, na Califórnia. O nome foi escolhido por Jobs após a visita do pomar de maçãs da fazenda de Robert Friedland, também pelo fato do nome soar bem e ficar antes da Atari nas listas telefônicas.
O primeiro protótipo da empresa foi o Apple I que foi demonstrado na Homebrew Computer Club em 1975, as vendas começaram em julho de 1976 com o preço de US$ 666,66, aproximadamente 200 unidades foram vendidas, em 1977 a empresa conseguiu o aporte de Mike Markkula e um empréstimo do Bank of America.

### Apple II e III

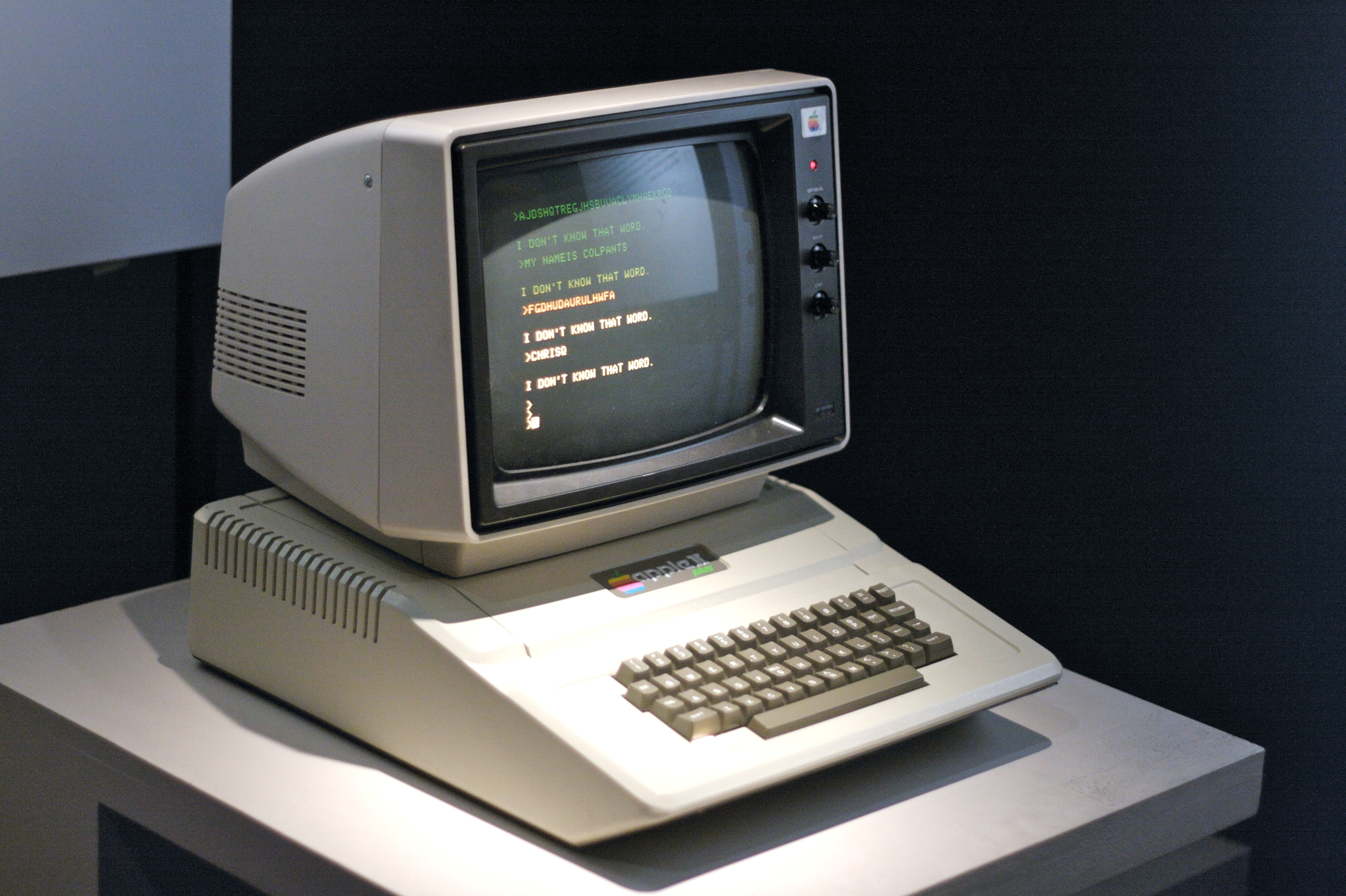
O Apple II, apresentado em 1977, foi um grande avanço em relação ao seu predecessor, o Apple I.

A primeira apresentação do Apple II foi no West Coast Computer Faire em abril de 1977, lá a empresa conseguiu um contrato com o japonês Toshio Mizushima que conseguiu ser o primeiro vendedor fora dos Estados Unidos. O Apple II foi lançado em 10 de junho de 1977 como preço de US$ 1 298,00 com configurações mais avançadas e, diferentes cores de caracteres, o produto foi desenhado por Jerry Manock incorporando componentes internos em uma única peça, inicialmente utilizando fitas cassete e posteriormente em 1978 sendo lançado um drive de disquete para o aparelho chamado Disk II que era vendido ao preço se US$ 495,00. Em 1979 foi lançado para o Apple II o primeiro software de planilha eletrônica do mundo, o VisiCalc. O computador fez parte da chamada "trindade de 1977" junto com os seus concorrentes o Commodore PET e o TRS-80.
O Apple III foi anunciado em maio de 1980 e dias vendas começaram em novembro do mesmo ano como preço entre US$ 4 340,00 e US$ 7 800,00, em dezembro do mesmo ano a empresa fez sua primeira oferta pública de ações. O Apple II teve problemas de superaquecimento que focaram a Apple a fazer recall de milhares de unidades com uma nova versão sendo lançada em 1983 com os problemas corrigidos, o computador também sofreu forte concorrência do IBM PC.

### Apple Lisa

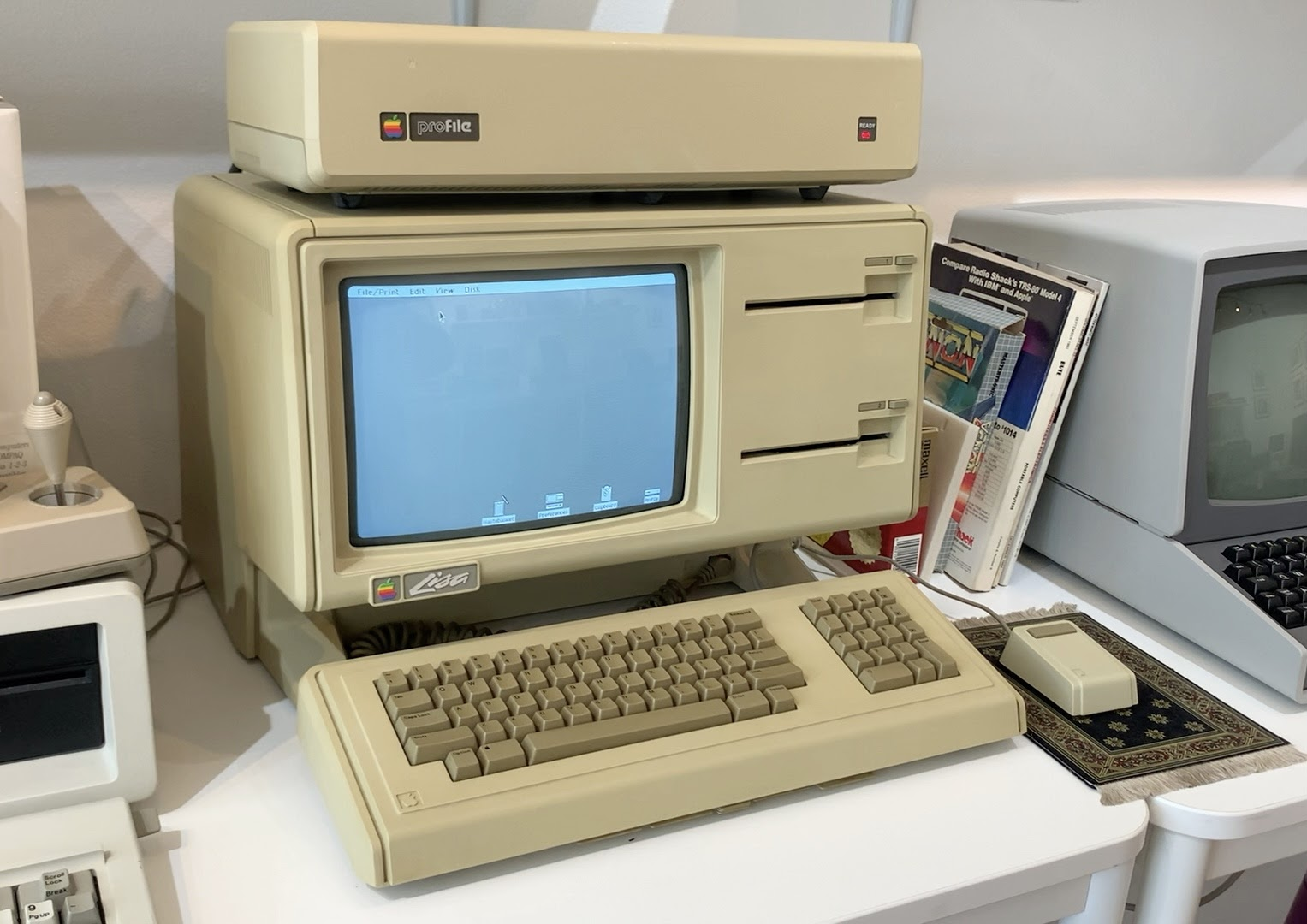
Apple Lisa de 1983, primeiro computador da Apple com interface WIMP.

O projeto do Lisa começou em 1978 com o intuito de criar uma máquina mais moderna e poderosa. Após ter comprado ações da Apple a Xerox ofereceu uma visita de 3 dias a funcionários da Apple ao Xerox PARC, nessa visita Jobs conheceu o computador Xerox Alto cuja interface era baseada em mouse e janelas (WIMP) baseada na metáfora de escritório, isso serviu de inspiração para a interface gráfica do Lisa.
O Lisa foi lançado em janeiro de 1983 com o preço de US$ 9 995,00, o alto preço impactou negativamente nas vendas, uma nova versão mais barata e com hardware mais modesto foi lançada em janeiro de 1984 com o preço entre US$ 3 495,00 e US$ 5 495,00.

### Macintosh

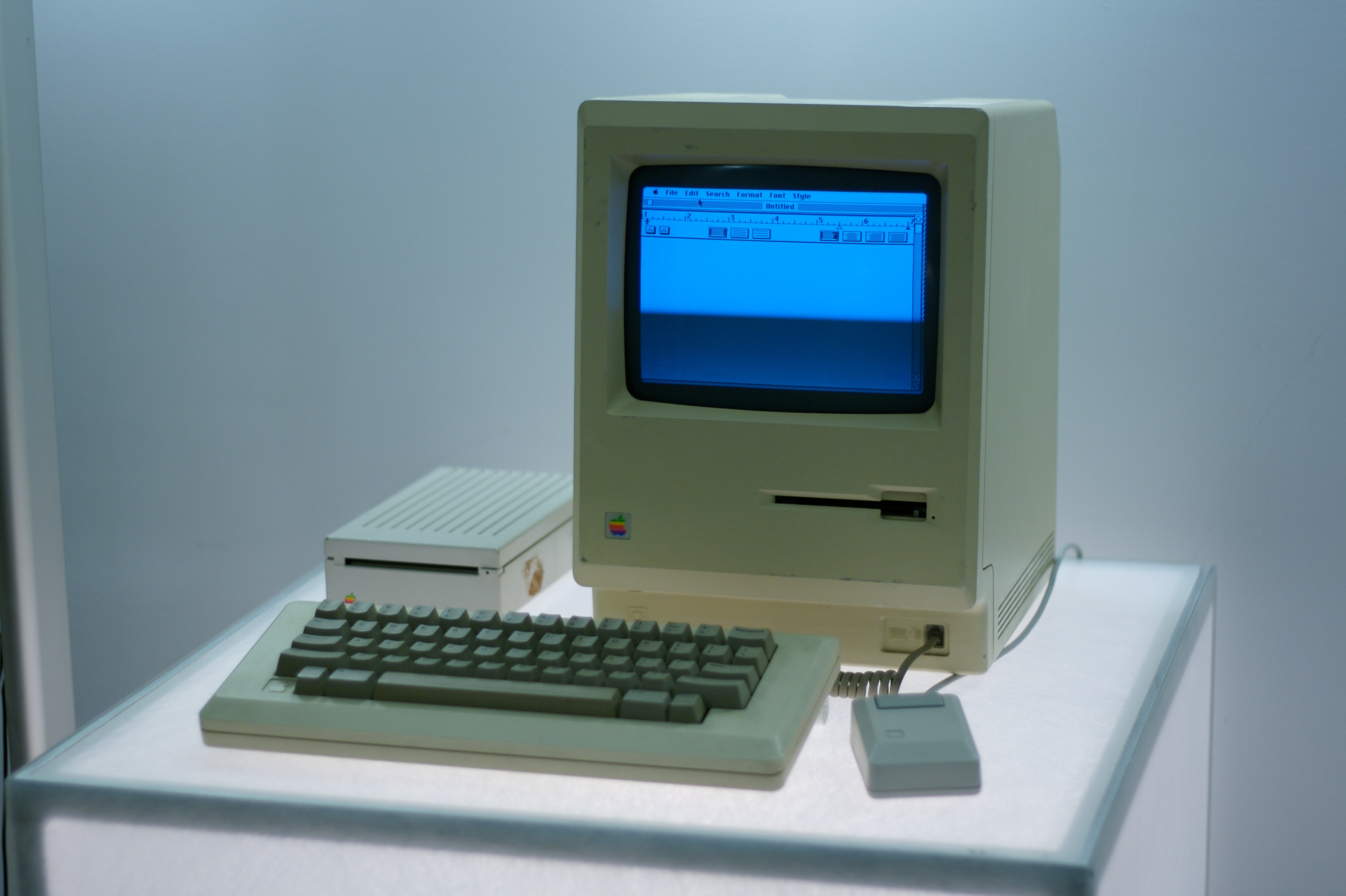
Macintosh 128K de 1984.

A Apple anunciou o Macintosh 128K em outubro de 1983 junto um catálogo em dezembro do mesmo ano, e um comercial no Super Bowl XVIII em janeiro de 1984, dois dias depois Jobs fez uma apresentação no Flint Auditorium, o Macintosh 128K foi lançado no mesmo dia em 24 de janeiro de 1984 com o preço de US$ 2 495,00 vindo com o editor de texto MacWrite e o editor de imagens MacPaint, inicialmente com fortes vendas logo caíram devido ao hardware lento e a pouca variedade de softwares disponíveis. Os esforços da Apple para aumentar as vendas incluíram o desenvolvimento do Macintosh Office e uma campanha publicitária na revista Newsweek em outubro de 1984.
Em 1985 Jobs e Wozniak saem da empresa, muito devido a divergências em relação a arquitetura dos produtos da empresa e a insatisfação das vendas do Macintosh em relação aos computadores da IBM. Jobs fundou a empresa NeXT levando alguns ex-funcionários da Apple para produzir computadores, Wozniak fundou a CL 9 e produziu o primeiro controle remoto universal.
A empresa continuou produzindo novos modelos da linha Apple II e do Macintosh. Da linha Apple II além do original foram produzidos os II Plus em 1979, o IIe em 1983, o IIc em 1984, o IIGS em 1986, o IIc Plus em 1988 e o emulador IIe Card que permitia os Macintosh a rodarem softwares do Apple IIe.

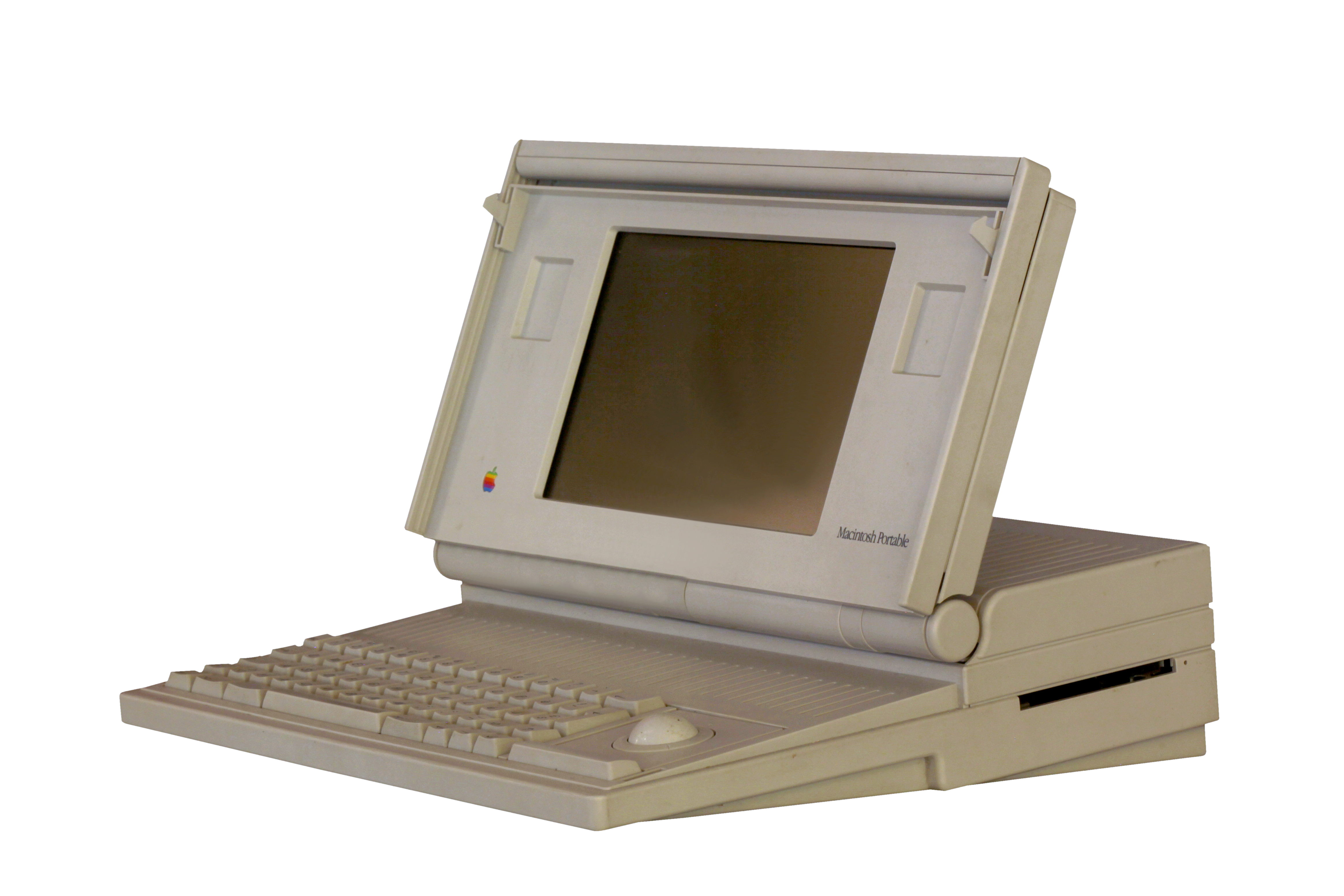
Macintosh Portable de 1989.

Já da linha Macintosh foram lançados vários computadores, da linha tudo em um foram lançados os modelos 512K em 1984, o Plus e o 512ke em 1986, o SE em 1987, o SE/30 em 1989, o Classic em 1990, o Classic II em 1991, o Performa em 1992 e o Color Classic em 1993. Em 1985 foi lançado o XL que era uma versão atualizada do Lisa. Em 1987 foi lançado o primeiro computador da linha Macintosh II que vinha com CPU e monitor separados, as vendas foram até 1993. Em 1989 foi lançado o Macintosh Portable, primeiro computador da empresa a vir com monitor LCD, bateria e trackball no lugar do mouse, começou a ser vendido por US$ 7 300,00, em 1991 ganhou uma versão retroiluminada.

### Início da década de 1990

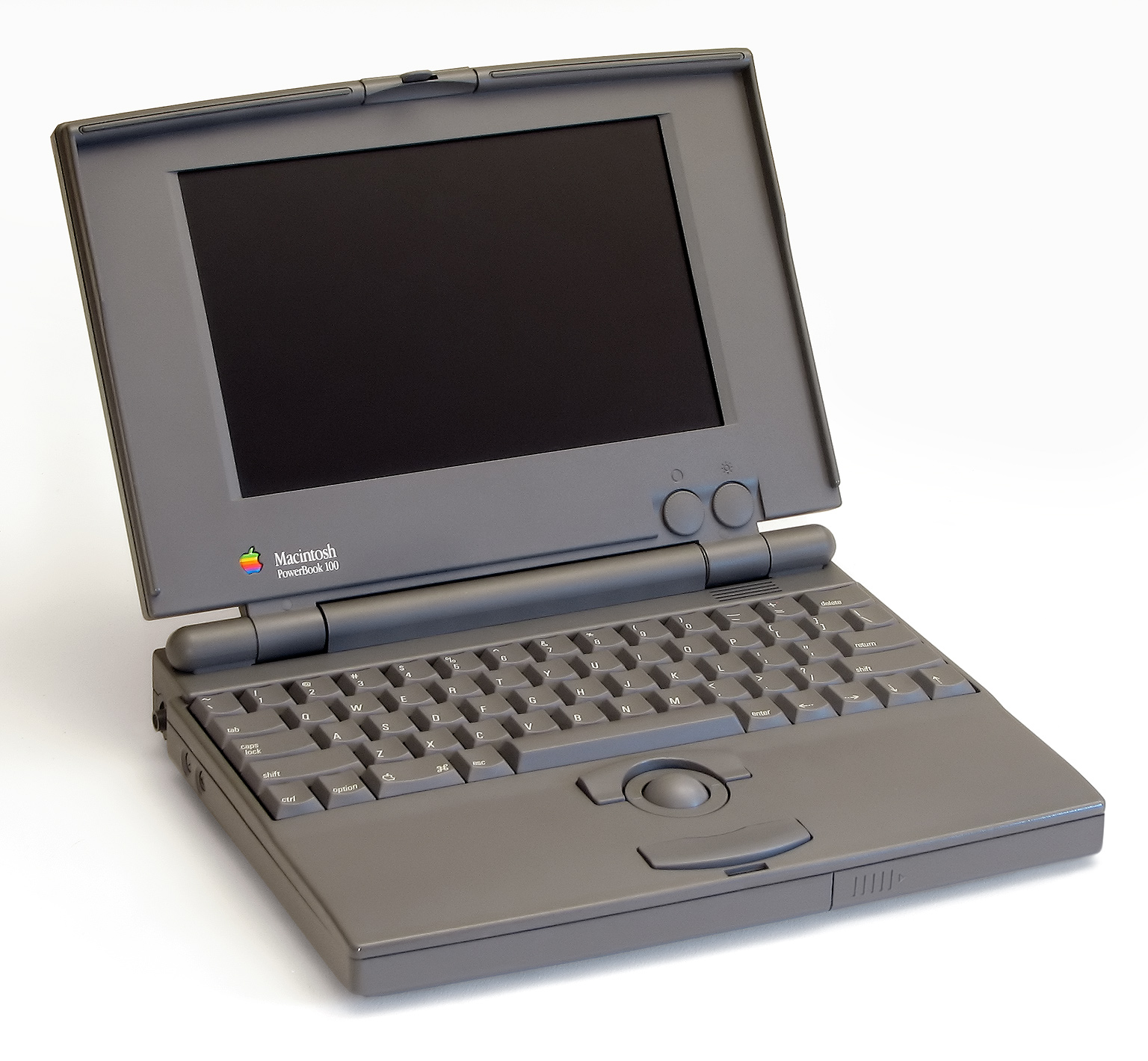
Laptop da primeira geração da linha PowerBook de 1991

Em 1990 a Apple lançou três computadores da linha Macintosh se baixo custo, o Classic, o LC e o IIsi que foram sucesso de vendas, em 1991 lança seus primeiros laptops da linha PowerBook, seu design se tornou padrão na indústria, log após lança mais três computadores da linha Macintosh, o Quadra, o Centris e o Performa, a saturação se modelos no mercado fez esses produtos fracassaram em vendas.

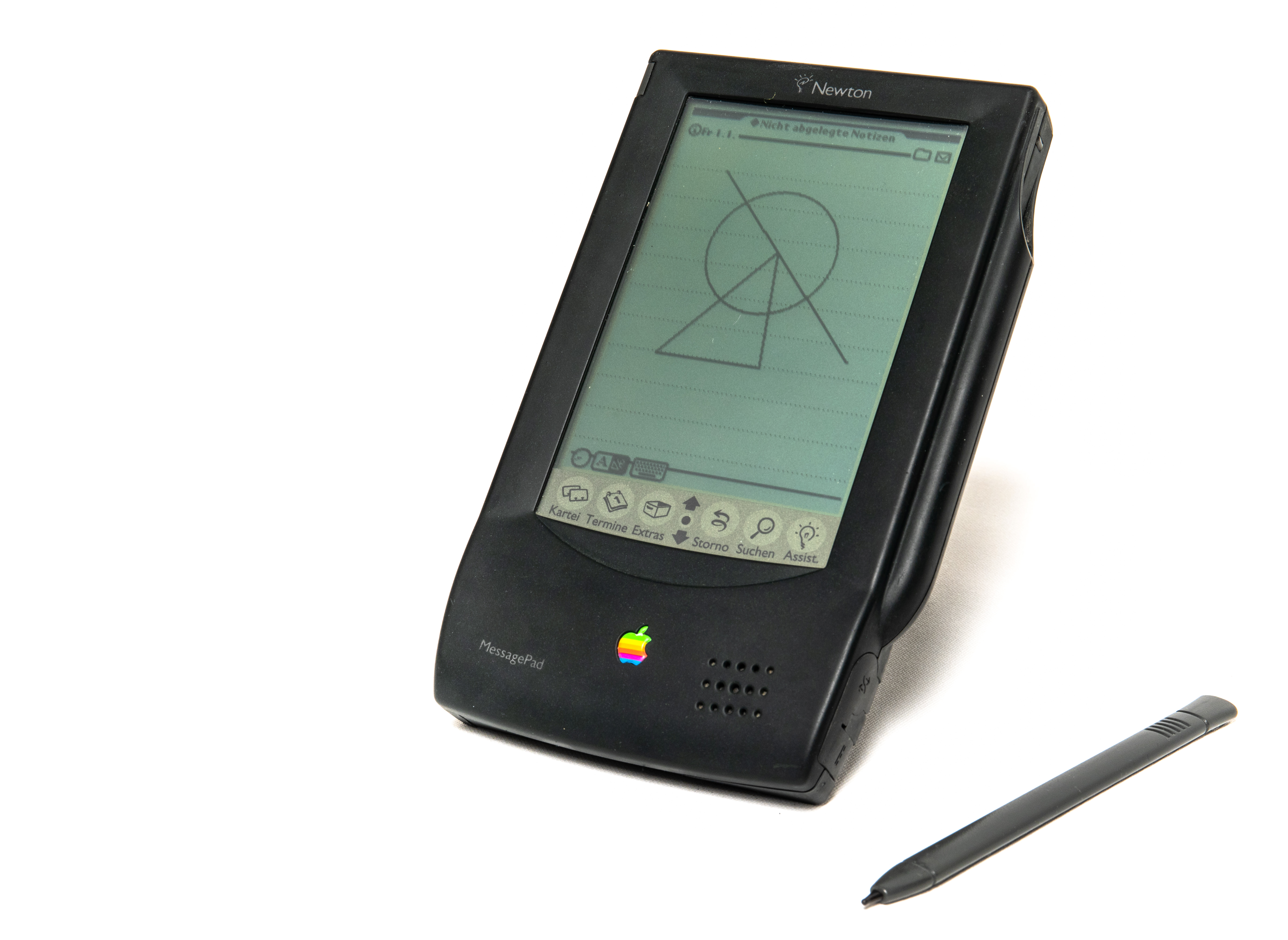
Apple Newton MessagePad de 1993.

A partir de 1993 a Apple começa a lançar diferentes produtos, no mesmo ano lança o seu primeiro tablet o Apple Newton, outros produtos incluem o reprodutor de CD PowerCD do mesmo ano, a câmera Apple QuickTake de 1994, o set-top-box Apple Interactive Television Box e o console de jogos eletrônicos Apple Pippin. Em 1994 é lançado o Power Macintosh, primeiro computador com processador PowerPC, fruto de uma aliança com a IBM e a Motorola, essa aliança também permitiu a criação de clones de Macintosh que junto com a concorrência do Microsoft Windows quase levaram a falência da empresa. Em 1997 a Apple compra a NeXT de Steve Jobs, fazendo com que o mesmo volte à empresa.

### Volta de Jobs
Jobs volta a empresa fazendo corte de gastos, focando em computadores e tirando outros produtos do mercado, lança sua loja online Apple Store e consegue um acordo com a Microsoft para que a mesma lance softwares para o sistema da Apple, evitando assim um processo antitruste, em 1998 lança o iMac G3 com sucesso, em 1999 lança a linha de laptops iBook focada no público casual, além disso compra algumas empresas de software como a Macromedia e a SoundJam MP (posteriormente renomeada iTunes).

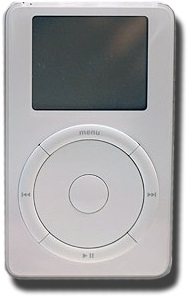
iPod de primeira geração de 2001

Em 2001 lança o sistema operacional Mac OS X, baseado no sistema da NeXT, Abreu suas primeiras lojas físicas, em 2001 lança o iPod se tornando um grande sucesso de vendas e alavancando o valor da empresa nos anos seguintes com diferentes modelos sendo lançados ao longo dos anos, além da abertura de diversas lojas físicas em diversos países do mundo pelos anos seguintes. Em 2002 lança o iMac G4, primeiro da linha com monitor tela plana, em 2003 lança a iTunes Store e o Power Mac G5, em 2004 lança o iMac G5. Em 2006 lança o primeiro laptop da linha MacBook, que veio para adotar os processadores Intel e substituir os processadores PowerPC das linhas PowerBook e iBook.

### Dispositivos móveis

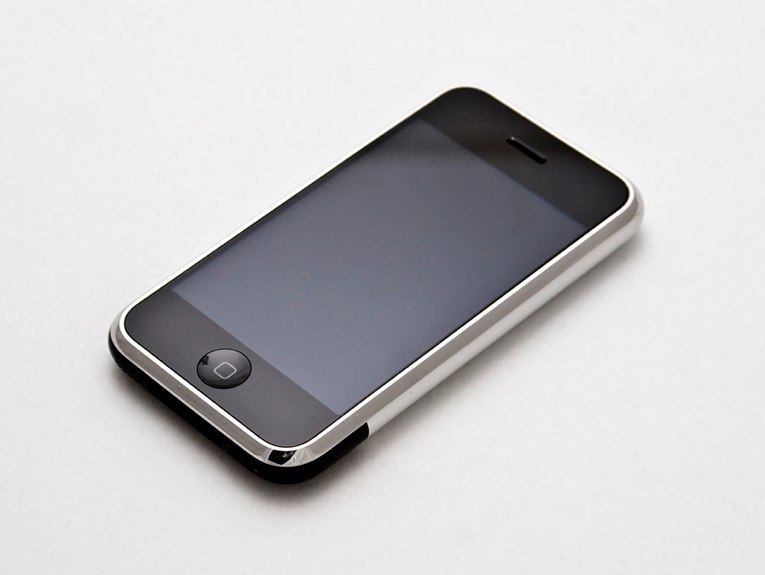
O primeiro iPhone, de 2007.

Em 2007 a empresa lança o seu primeiro celular, o iPhone, considerado um produto revolucionário que criou um padrão para telefones celulares em toda a indústria, junto com o Apple TV. Também foi lançada a primeira versão do seu novo sistema operacional, o iOS, cuja grande característica é a ausência de botões físicos e o recurso multitoque através dos dedos com tela capacitiva, em 2008 a App Store foi aberta para softwares de terceiros, em 2009 Jobs tirou uma licença de seis meses para tratamento de saúde, em 2010 a empresa lança o seu tablet iPad, em janeiro de 2011 Jobs se ausenta mais uma vez para tratamento de saúde, Tim Cook assume o cargo de presidente da empresa, em junho de 2011 é lançado o serviço iCloud apresentado por Jobs em sua última aparição pública, em 5 de Outubro de 2011 Steve Jobs morre.

### Era Tim Cook
Em 2011, a empresa passa por uma nova reestruturação, em 2012 o iPhone 5 é o primeiro celular da empresa com tela maior, no mesmo ano também é lançado o iPad Mini, variação do tablet com tela menor, junto com o MacBook Pro com tela Retina. Em 2013 é lançado o iPad Air, em 214 adquire a fabricante de fones de ouvido Beats Electronics.

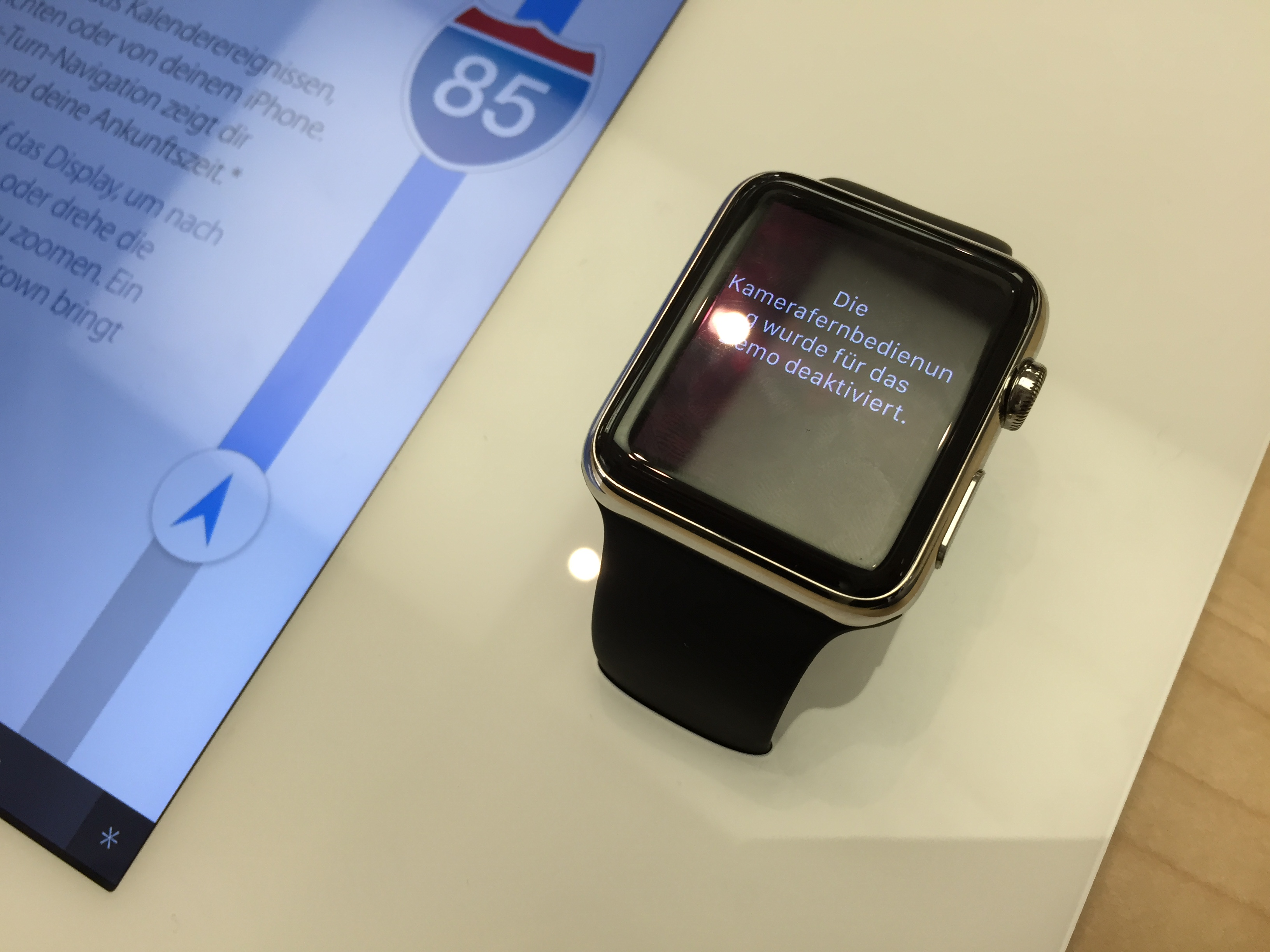
Primeira geração do Apple Watch, lançada em 2015.

Em 2014, anuncia seu primeiro relógio inteligente, o Apple Watch, seu lançamento ocorre em 2015, também lança o iPhone 6S Plus, versão com tela maior, em 2016 lança o iPhone SE, versão mais barata do celular, no mesmo ano lança o MacBook Pro com o touch bar, em 2017 lança o HomePod. Em 2019 lança a linha iPhone 11 a primeira da marca a vir com múltiplas câmeras.

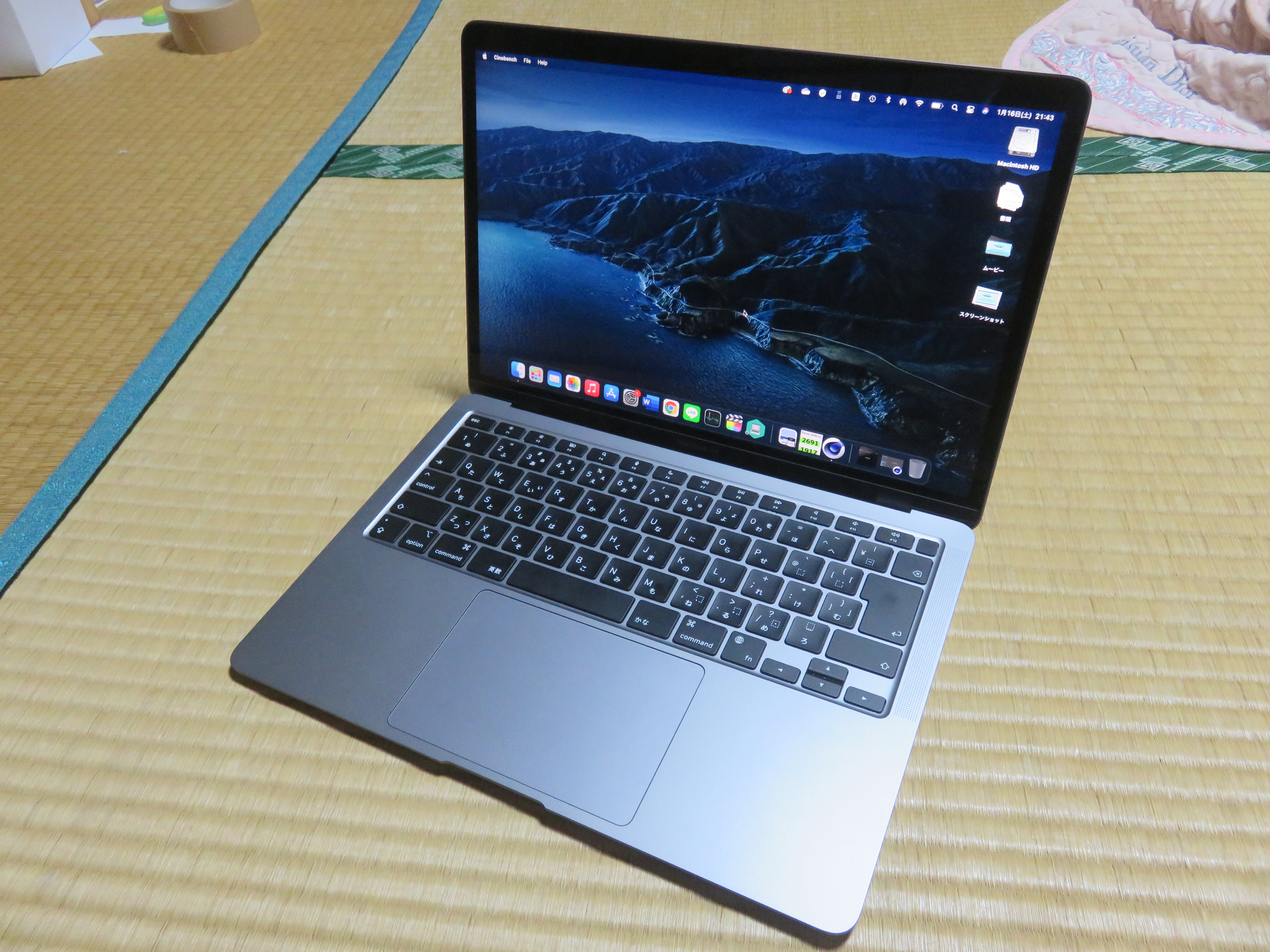
MacBook Air M1 de 2020 com SoC Apple Silicon.

Em 2020, a empresa anuncia a saída dos Chips da linha Mac da Intel para os SoC Apple Silicon, em setembro são lançados os celulares da linha iPhone 12, os primeiros a virem com suporte a internet 5G, em novembro são lançados os primeiros Macs com chip M1, o MacBook Air, o MacBook Pro e o Mac mini. Em 2021 é lançado o iMac com chip M2 junto com cinco opções de cores, algo que a empresa não fazia desde 1999. Em 2022 são lançados os primeiros dispositivos com o chip M2, o MacBook Air, o MacBook Pro e o iPad Pro. Em 2023 é lançado um sistema de empréstimos para o Apple Wallet.
Com vendas anuais (no ano fiscal de 2006) em torno dos US$ 19,3 bilhões, e sediada em Cupertino, na Califórnia, a Apple desenvolve, vende e oferece suporte a uma série de computadores pessoais, reprodutores de mídia portáteis, software e hardware. Entre os produtos mais conhecidos da empresa estão a linha de computadores Mac, seu sistema operacional Mac OS X e a linha iPod de reprodutores de mídia portáteis. Para o iPod e seu programa, o iTunes, a Apple vende audiobooks, filmes, jogos, música, programas televisivos e videoclipes na sua iTunes Store, recentemente entrou no ramo de celulares com a criação do iPhone.
A empresa era conhecida por Apple Computer pelos seus primeiros 30 anos de existência, mas retirou a palavra "Computer" de sua razão social em 9 de janeiro de 2007. A mudança de nome, que seguiu a introdução do smartphone iPhone e do sistema de vídeo digital Apple TV, é uma representante da contínua expansão da empresa em outros mercados além do seu foco tradicional em computadores.
A "Apple" também opera mais de 500 pontos de venda nos Estados Unidos, Japão, Reino Unido, Canadá e Itália. As lojas vendem a maioria dos produtos da empresa, assim como muitos produtos de terceiros e oferece suporte e consertos no local para seu hardware e software. A empresa emprega mais de 20 000 pessoas mundo afora, entre cargos permanentes e temporários.
Por uma variedade de razões, desde sua filosofia de design às suas raízes indie, assim como suas campanhas publicitárias, a Apple construiu uma reputação distinta na indústria de informática e eletrônicos e cultivou uma base de consumidores que é devotada de modo incomum à empresa e à sua marca. Na data de 24 de agosto de 2011 Steve Jobs anuncia oficialmente a sua renúncia do cargo de CEO da Apple e em 5 de outubro de 2011, morre.
Correu um boato de que a empresa tinha superado a Microsoft em meados de 1999 em valor de mercado que teria se tornado o maior da história, mas o valor corrigido da inflação mostra que a Apple não tinha chegado àquele valor.

## Identidade da empresa

### Logos
De acordo com Steve Jobs, o nome da empresa foi inspirado por sua visita a uma fazenda de maçãs, enquanto ele estava em uma dieta frutarianista. Jobs pensava que o nome "Apple" era "divertido, animado e não intimidante".
O primeiro logotipo da Apple, desenhado por Ron Wayne, retrata Sir Isaac Newton sentado sob uma macieira. Foi quase imediatamente substituído pelo "arco-íris Apple" de Rob Janoff, a agora conhecida silhueta cor de arco-íris de uma maçã com uma mordida. Janoff apresentou Jobs com vários temas monocromáticos diferentes para o logotipo "mordido" e Jobs imediatamente gostou dele. No entanto, Jobs insistiu que o logotipo deveria ser colorido para humanizar a empresa. O logotipo foi projetado com uma mordida para que não fosse confundido com uma cereja. As listras coloridas foram concebidas para tornar o logotipo mais acessível e para representar o fato de que o Apple II poderia gerar gráficos em cores. Este logo é muitas vezes erroneamente referido como uma homenagem a Alan Turing, com a marca de mordida uma referência ao seu método de suicídio. Tanto Janoff quanto a Apple negam qualquer homenagem a Turing no desenho do logotipo.
Em 27 de agosto de 1999 (o ano seguinte à introdução do iMac G3), a Apple deixou de usar oficialmente o esquema do arco-íris e começou a usar logotipos monocromáticos quase idênticos em forma à encarnação anterior do arco-íris.
Steve Jobs e Steve Wozniak eram fãs dos The Beatles, mas a Apple teve problemas de marca registrada e nome com a Apple Corps, uma empresa multimídia iniciada pelos Beatles em 1967. Isso resultou em uma série de ações judiciais e de tensão entre as duas empresas. Essas questões terminaram com a resolução de seu mais recente processo em 2007.

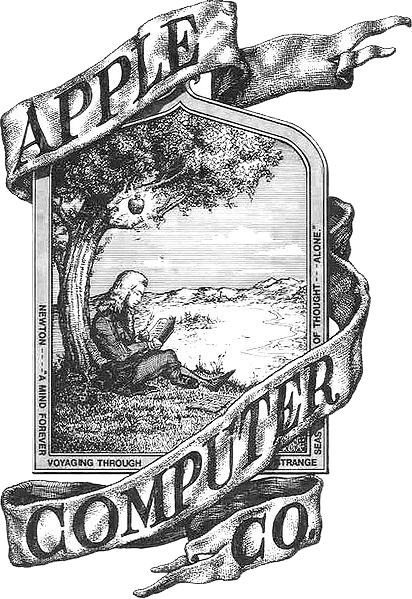
Primeiro protótipo de logo, de 1 de abril de 1976.
Primeiro logo oficial de abril de 1976[64] até 1998
Apple logo 1998-2003
Atual logo, desde 2003[59]

### Sede

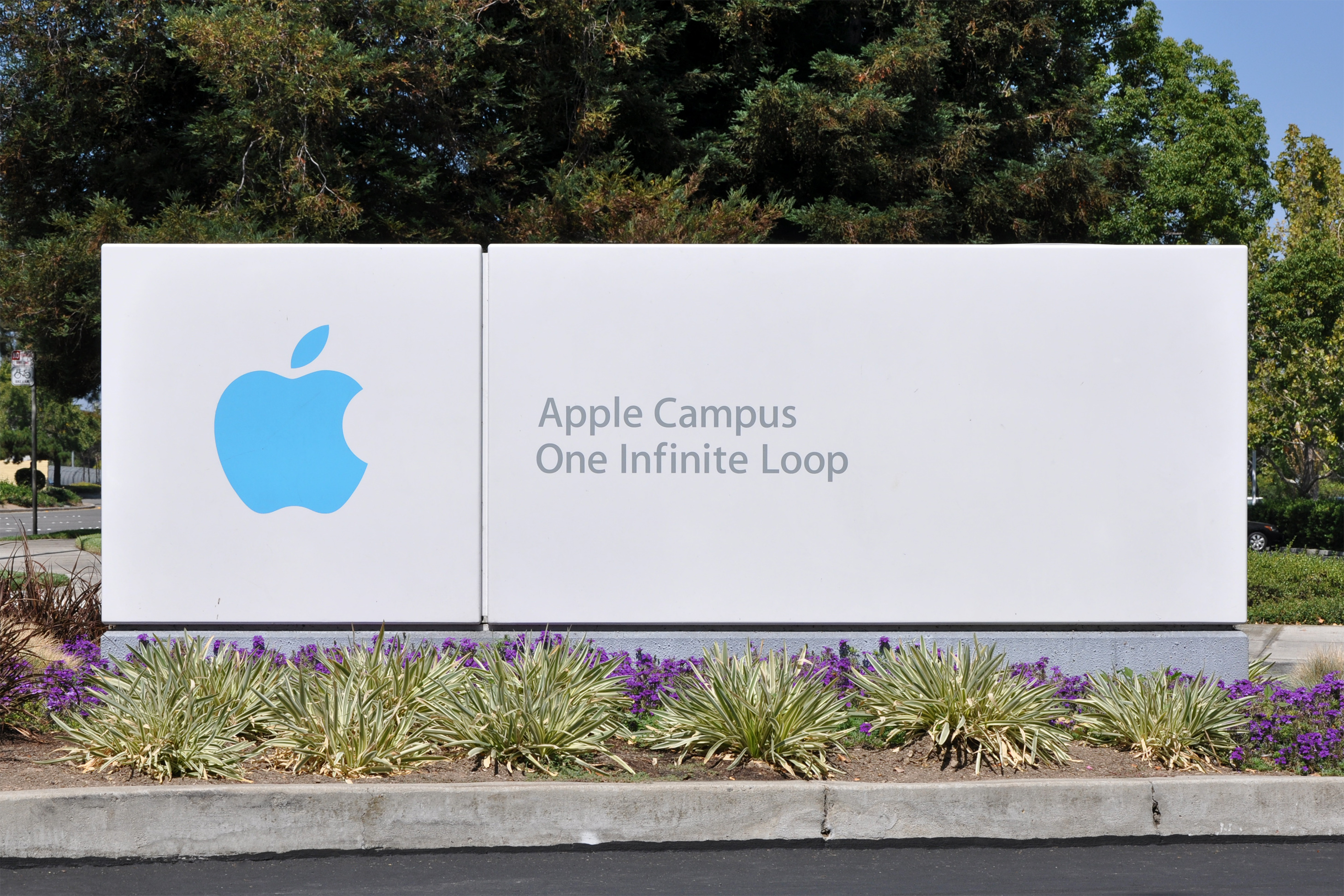
Placa na entrada do Apple Campus em Cupertino, Califórnia.

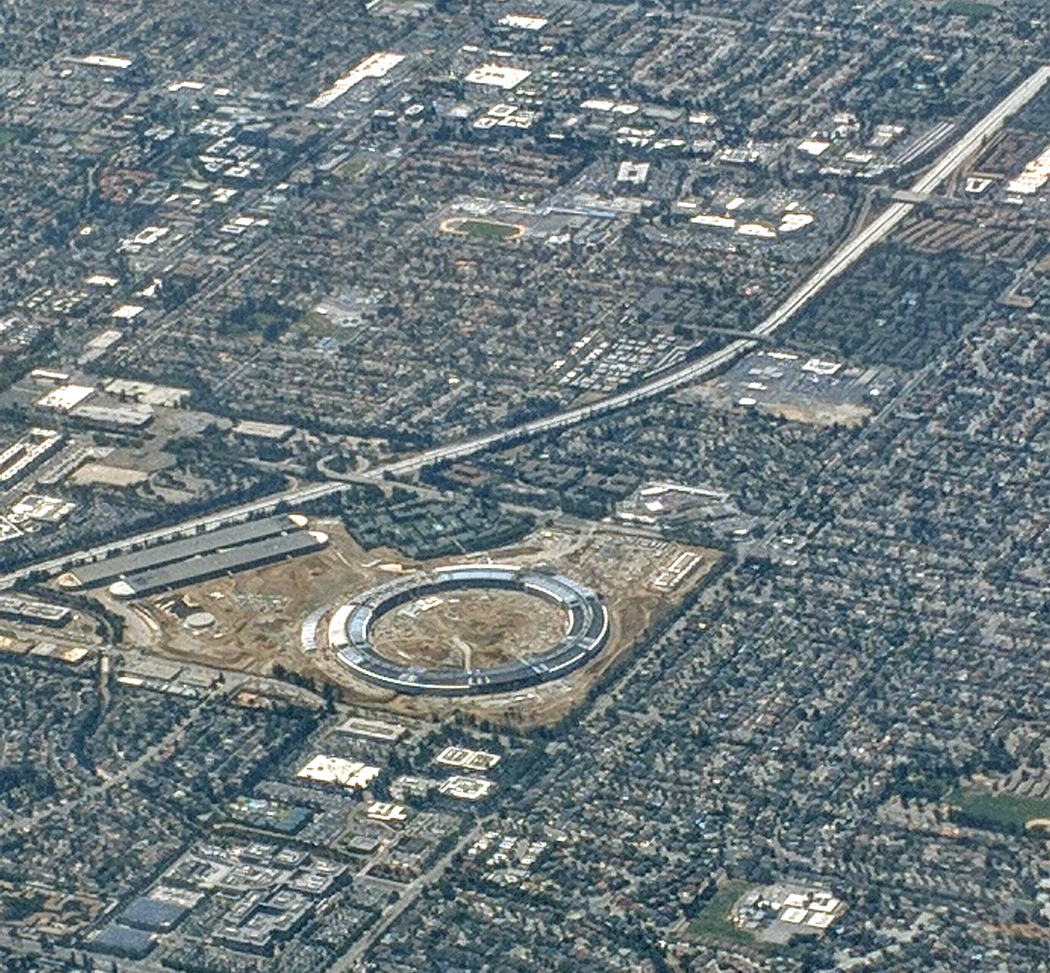
Fotografia aérea do Apple Park em Cupertino.

A sede corporativa mundial da Apple está localizada no centro do Vale do Silício, no 1-6 Infinite Loop, em Cupertino, Califórnia. Este campus da Apple tem seis edifícios que totalizam 79 000 metros quadrados e foi construído em 1993 pela Sobrato Development Cos.
A Apple tem um campus satélite na vizinha Sunnyvale, Califórnia, onde abriga um laboratório de testes e pesquisa. O AppleInsider publicou o artigo em março 2014 que reivindica que Apple tem escondido uma instalação secreta onde está desenvolvendo o projeto de veículo elétrico de SG5, codinome "Titã", sob o nome de companhia do escudo SixtyEight Research.
Em 2006, a Apple anunciou sua intenção de construir um segundo campus em Cupertino cerca de 1,6 km a leste do atual campus e ao lado da Interstate 280. O novo edifício do campus será projetado por Norman Foster. A Câmara Municipal de Cupertino aprovou o projeto do design de "nave espacial" do campus em 15 de outubro de 2013, após uma apresentação de 2011 onde Jobs detalhava o projeto arquitetônico do novo edifício e seus arredores. O novo campus está planejado para abrigar até 13 mil funcionários em um prédio central, de quatro andares, circular, rodeado por extensa paisagem. Dispõe de um café com espaço para 3 mil pessoas sentadas e estacionamento subterrâneo, bem como em uma estrutura de estacionamento. A instalação de 260 000 m² incluirá também projetos originais de Jobs para um centro de aptidão e um auditório incorporado.
A sede da Apple na Europa, Oriente Médio e África (EMEA) está localizada em Cork, no sul da Irlanda. A instalação, inaugurada em 1980, foi a primeira localização da Apple fora dos Estados Unidos. A Apple Sales International, que lida com todas as vendas internacionais da Apple fora dos EUA, está localizada no campus da Apple em Cork, juntamente com a Apple Distribution International, que também trata da rede de distribuição internacional da Apple. Em 20 de abril de 2012, a Apple acrescentou 500 novos empregos em sua sede europeia, aumentando a força de trabalho total de cerca de 2 800 para 3 300 funcionários. A empresa irá construir um novo bloco de escritórios em seu Hollyhill Campus para acomodar o pessoal adicional.
Em fevereiro de 2015, a Apple abriu sua nova sede de 180 mil pés quadrados em Herzliya, Israel, que acomodará aproximadamente 800 funcionários. Essa abertura foi o terceiro escritório da Apple localizado em Israel; o primeiro, também em Herzliya, foi obtido como parte da aquisição de Anobit e o outro é um centro de pesquisa em Haifa.

### Lojas

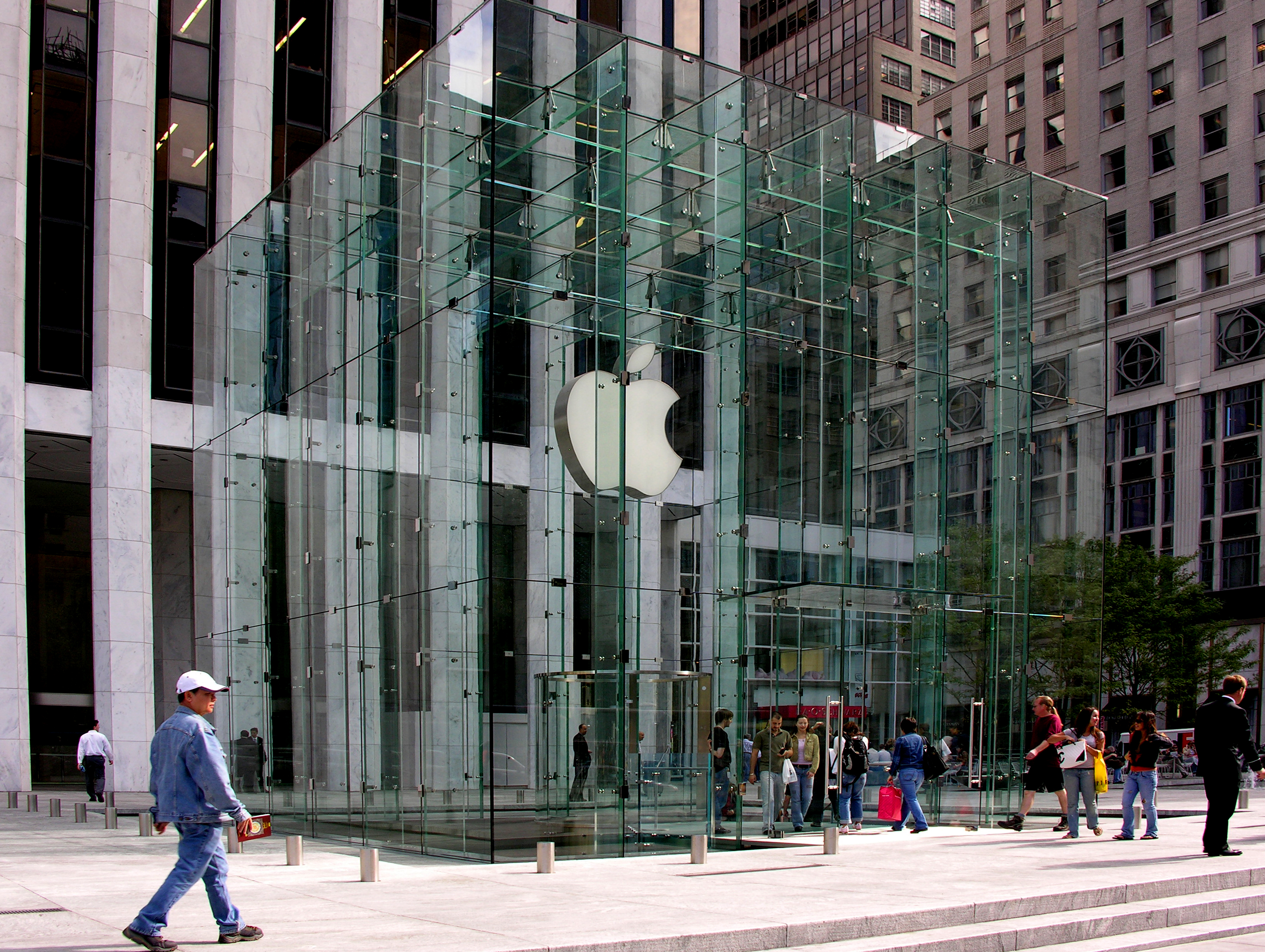
Apple Store na Quinta Avenida, em Nova York.

A Apple possui 528 lojas de varejo (em dezembro de 2023) em 26 países e uma loja online disponível em 39 países. Cada loja é projetada para atender às necessidades do local e as autoridades reguladoras. A Apple recebeu vários prêmios de arquitetura por seus projetos de lojas, particularmente pela localizada no centro de Manhattan, na Quinta Avenida, em Nova York.
A Apple Store em Regent Street, em Londres, foi a primeira a abrir na Europa em novembro de 2004 e é a loja mais lucrativa de Londres com as maiores vendas por metro quadrado, levando 60 000 000 libras esterlinas a ou 2 mil libras por pé quadrado. A loja Regent Street foi superada em tamanho pela Apple Store de Covent Garden, que foi superada em tamanho pela Apple Store do Grand Central Terminal, em Nova York, em dezembro de 2011.
Dos 43 mil empregados da Apple nos Estados Unidos, 30 mil trabalham na Apple Stores. Os empregados de Apple Stores recebem acima da média do varejo e recebem dinheiro para a faculdade, além de inscrições em academias de ginástica, planos de saúde, descontos de produtos e preço reduzido na compra de ações.
Um artigo do Business Insider de maio de 2016, com uma longa entrevista com um vendedor de varejo da Apple Store no Reino Unido, destacou insatisfações e problemas significativos para os trabalhadores de varejo, incluindo o assédio e as ameaças de morte dos clientes, uma intensa política de crítica interna que se sente "como um culto", bônus significativo se um trabalhador consegue garantir um contrato comercial de "centenas de milhares", uma falta de oportunidades de promoção e, apesar de um desconto "generoso" em qualquer produto Apple ou estoque da Apple, os funcionários recebem tão pouco que muitos são incapazes de comprar os próprios produtos.

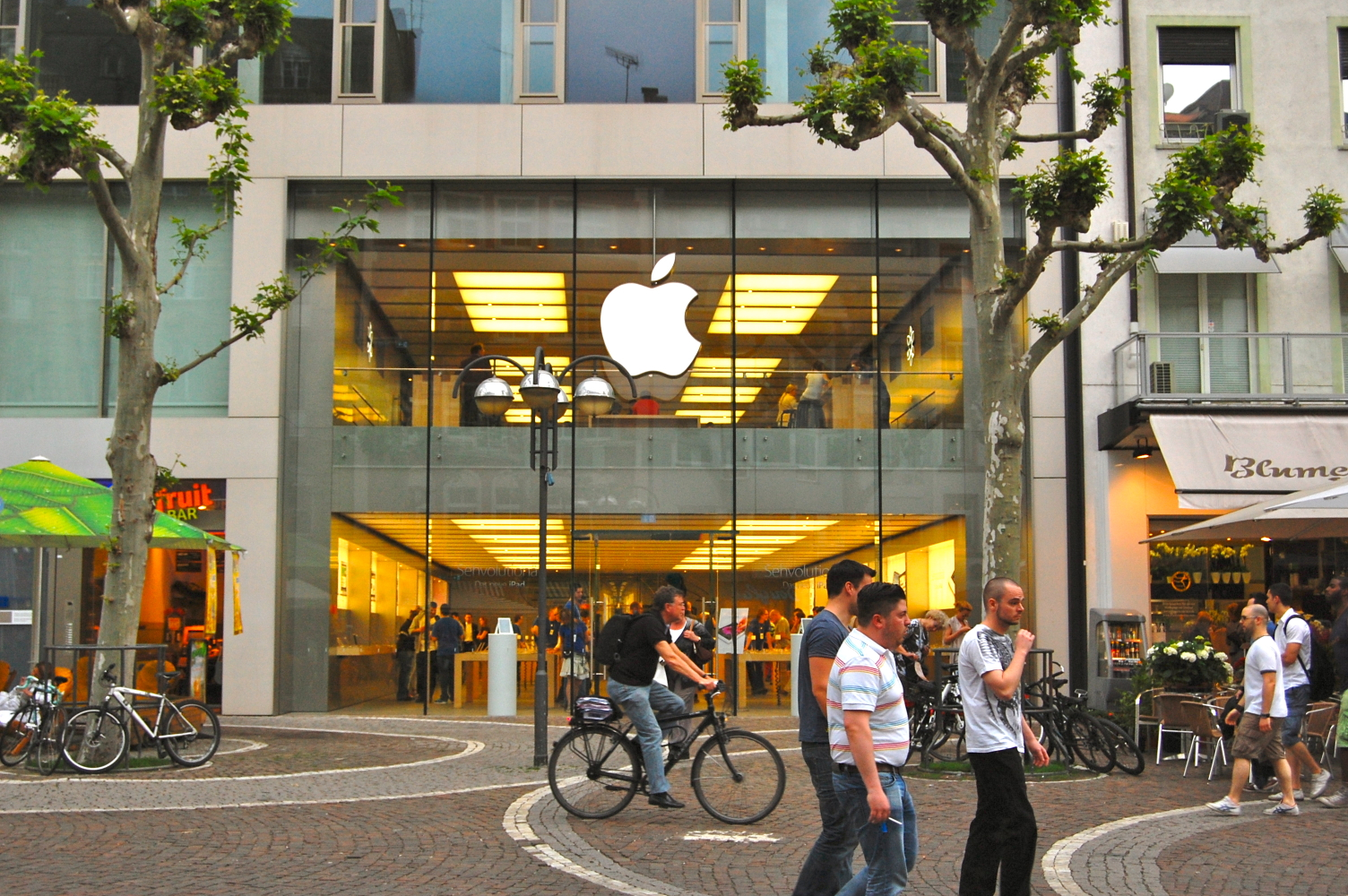
Frankfurt
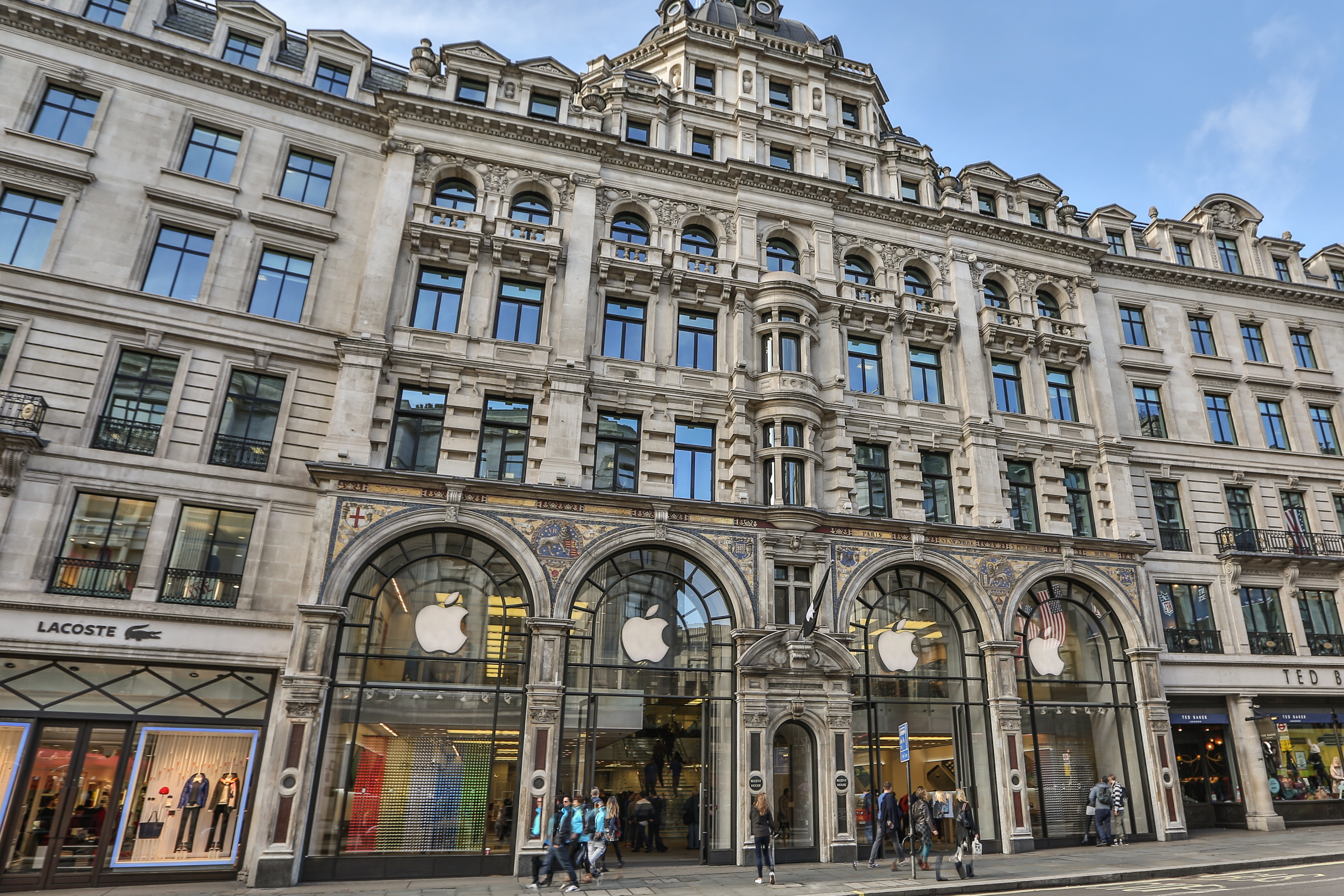
Londres
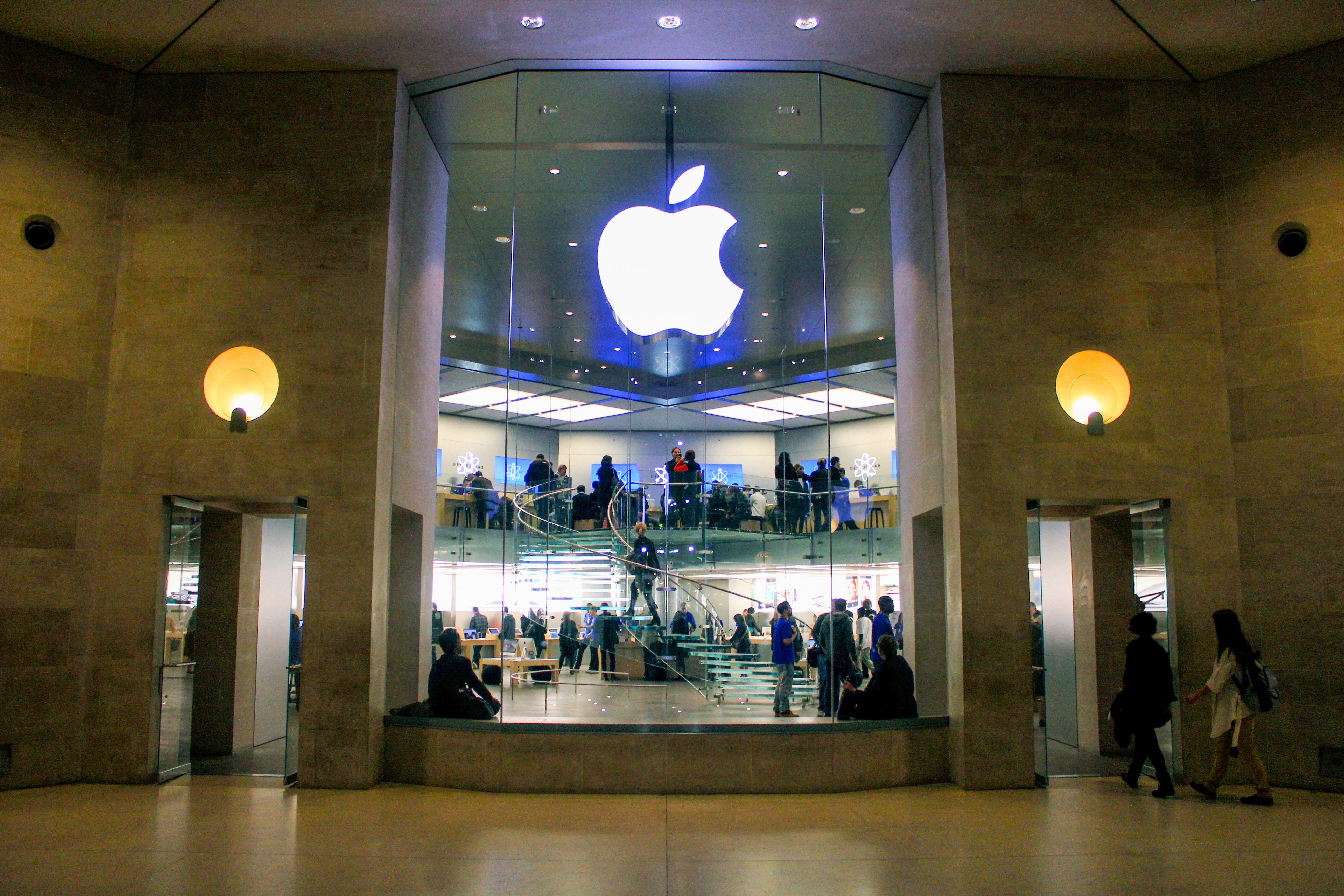
Paris
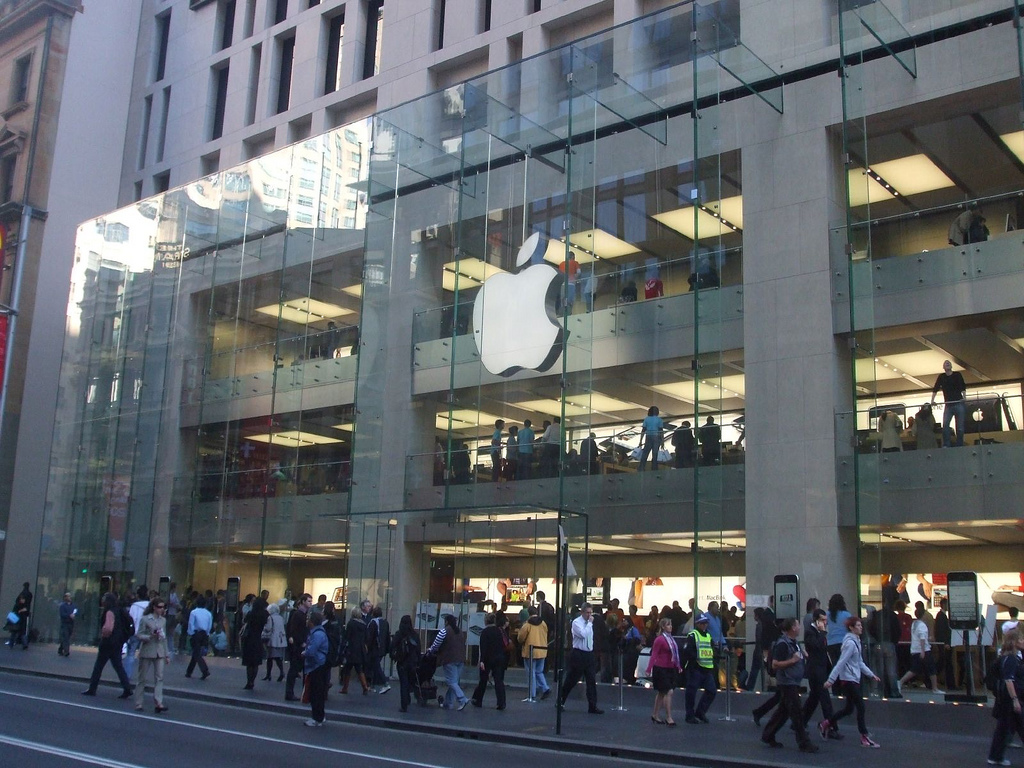
Sydney
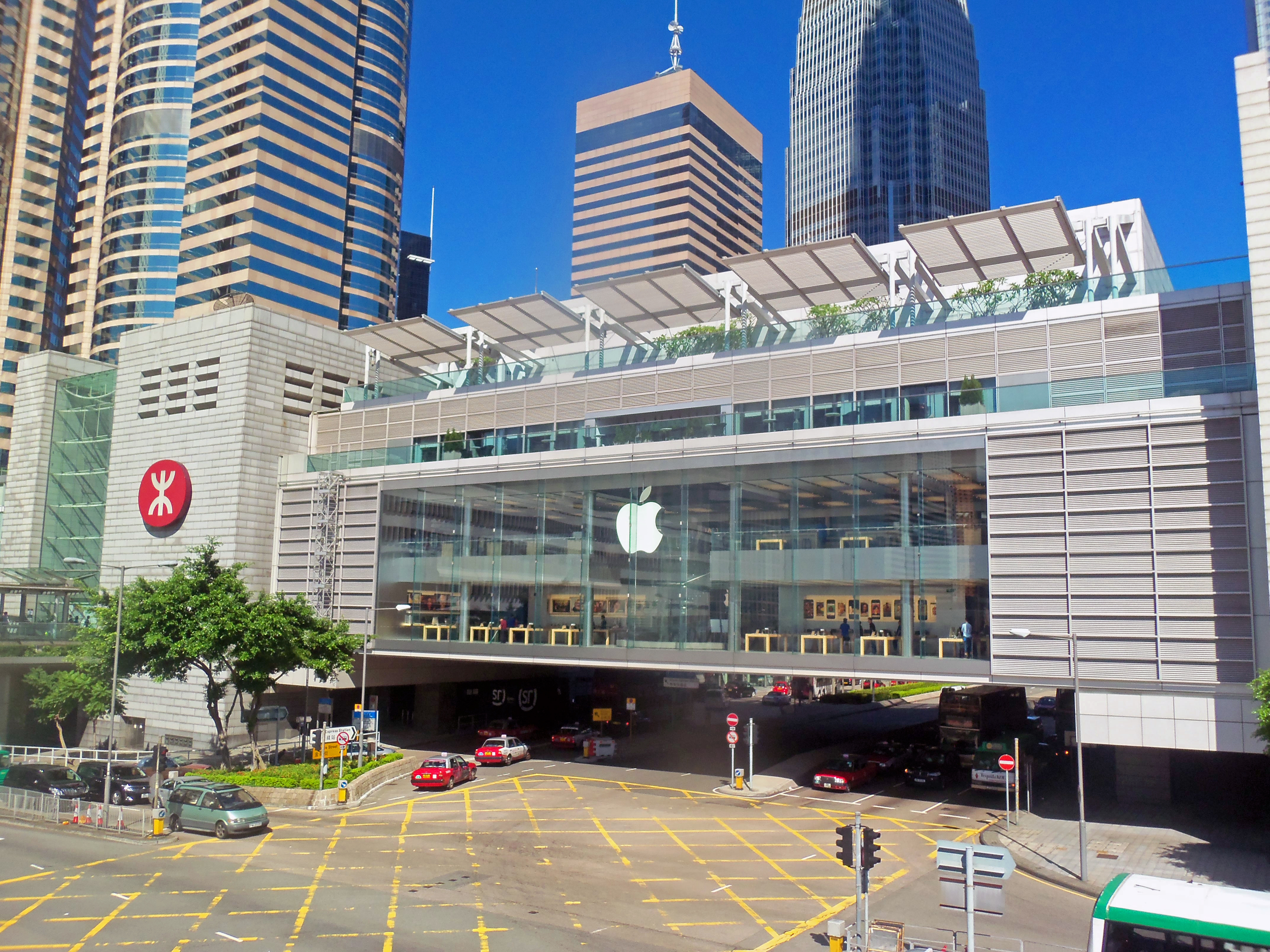
Hong Kong

## Prêmios
- Prêmio iBest 2020 - Top 3 pelo Júri Popular e Vencedor pelo Júri Oficial na categoria Informática e Telefonia.

## Controvérsias

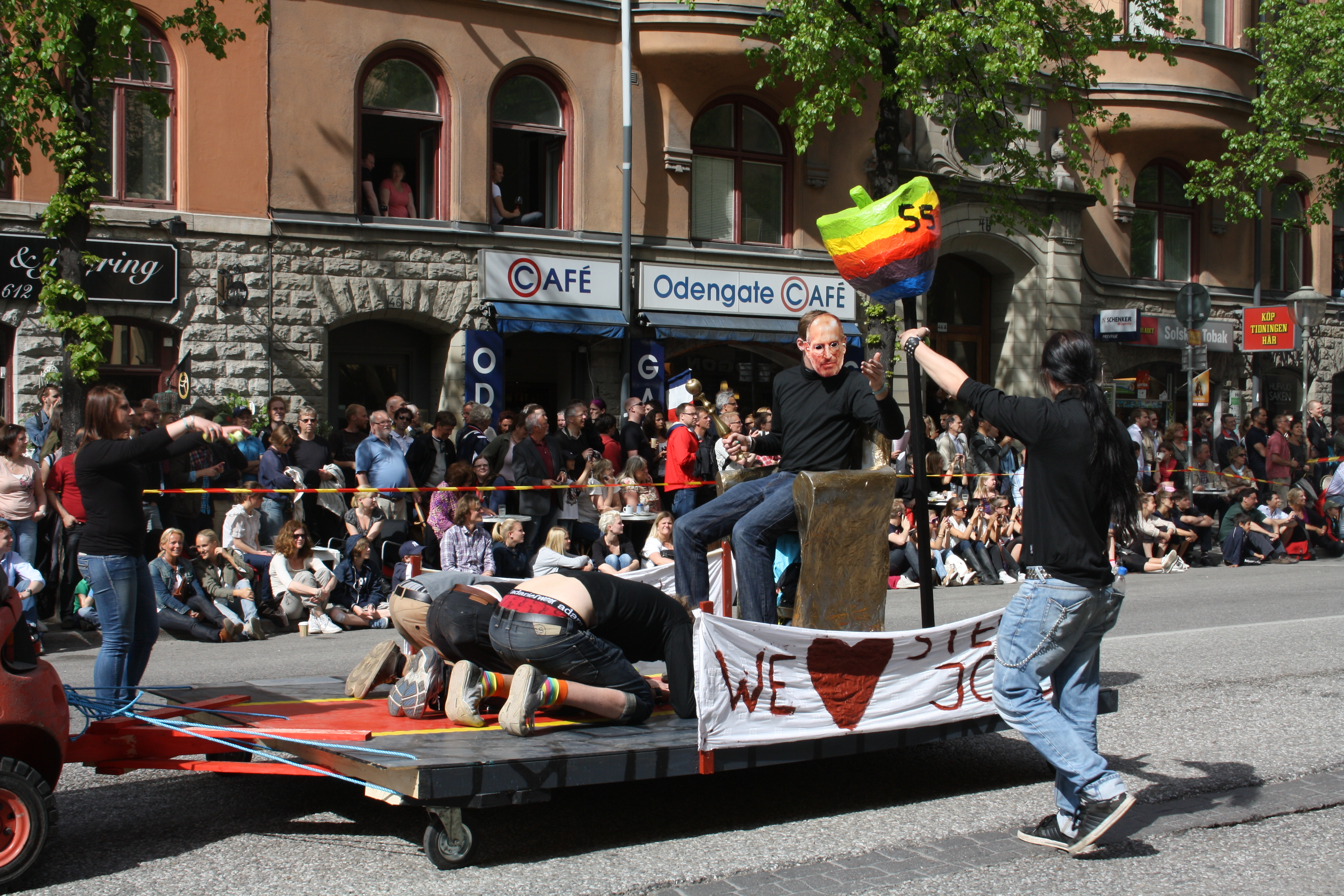
Paródia de Steve Jobs em um carro alegórico do carnaval de Estocolmo, na Suécia.

A empresa tem terceirizados em países orientais (a maioria na China), oferecendo péssimas condições de trabalho. Uma investigação realizada por China Labor Watch, denunciava fábricas e produtoras terceirizadas da Apple.
Em 2015, uma de suas fábricas na China foi denunciada por uma organização chinesa por abrigar seus funcionários em dormitórios superlotados e cheio de mofo e insetos. Em fevereiro de 2015, um operário chinês de 26 anos morreu por excesso de trabalho em uma produtora de iPhones. O funcionário cumpria 12 horas de trabalho em um dormitório da empresa e foi encontrado morto. A fábrica prometeu indenizar a família do operário com quinze mil yuans, mas esse valor subiu para 80 mil yuans após negociações.
Em 2016, o relatório da organização de direitos humanos, a Anistia Internacional, acusou Sony, Apple, Samsung Electronics e outras empresas de trabalho escravo infantil. Mark Dummett, o pesquisador nas áreas de negócios e direitos humanos da Anistia declarou: "Companhias cujo lucro global é de 125 bilhões de dólares não podem realmente alegar incapacidade de verificar de onde vêm suas matérias-primas essenciais".
Em 2012, um ex-executivo da Apple declarou anonimamente ao The New York Times: "Nós já sabíamos dos abusos de trabalho em algumas fábricas há quatro anos e, mesmo assim, eles ainda estão acontecendo. Por quê? Porque o sistema funciona para nós. Os fornecedores mudariam tudo amanhã se a Apple dissesse não haver outra alternativa". Li Mingqi, que trabalhou na administração da Foxconn até abril de 2011 disse que "a Apple nunca se preocupou com nada além de aumentar a qualidade dos seus produtos e diminuir o custo de produção. O bem-estar dos trabalhadores não faz parte dos interesses da Apple". Outro ex-executivo da Apple afirmou que "realmente estamos tentando fazer com que as coisas fiquem melhores. Mas a maioria das pessoas ainda ficaria perturbada se visse de onde vem o seu iPhone".

### Brasil
Em 2 de junho de 2023, o Supremo Tribunal Federal (STF) julga o processo de direito intelectual entre a Apple e a Gradiente sobre o nome "Iphone". A marca brasileira até havia conseguido pelo Instituto Nacional de Propriedade Industrial (INPI) a patente, entretanto, em 2009, a Apple entrou na Justiça e conseguiu em duas instâncias obter os direitos.

### Rússia
Em 2012, a Apple registrou a Apple Rus. A principal atividade é o comércio por grosso e a retalho de dispositivos técnicos. Em 2 de março de 2022, A Apple anunciou o fim das vendas na Rússia por conta da invasão da Ucrânia pela Rússia. Em fevereiro de 2023, a Apple pagou uma multa de 906 milhões de rublos por abusar de sua posição de monopólio no mercado de software para telefones celulares. A multa foi imposta pelo Serviço Federal Antimonopólio. Em 3 de agosto de 2023, um tribunal de Moscou multou a Apple em 400 mil rublos por não remover aplicativos e podcasts de conteúdo relacionado ao conflito na Ucrânia e considerado falso na Rússia.